# روني سانتوس مندوزا
روني سانتوس مندوزا (4 يوليو 1995 بكانتون بيشينشا في الإكوادور - ) هو لاعب كرة قدم إكوادوري في مركز الدفاع. شارك مع منتخب الإكوادور تحت 20 سنة لكرة القدم. أما مع النوادي، فقد لعب مع نادي مانتا لكرة القدم.

## وصلات خارجية
- روني سانتوس مندوزا على موقع قاعدة بيانات كرة القدم.إي يو (الإنجليزية)
- روني سانتوس مندوزا على موقع Soccerway.com (الإنجليزية)